# American Bantam

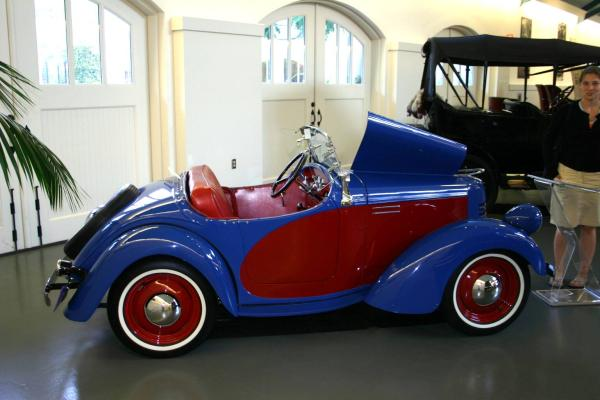
American Bantam 1939

American Austin Car Company var en amerikansk biltillverkare med band till brittiska Austin. Företaget grundades 1929, och producerade bilar från 1930 till 1934. 1934 begärde företaget sig självt i konkurs.
Motorer och chassin importerades från brittiska Austin. Karosserna producerades i fabriker i Detroit i Michigan och Butler i Pennsylvania. Under fyra år producerades knappt 20 000 bilar. Mest känd var modellen Bantam, en av de första kompaktbilarna som massproducerades i USA. En annan var American Austin.
1935 köpte Roy Evans konkursboet och startade om verksamheten under namnet American Bantam. Produktionen återupptogs 1937 och fortsatte till och med 1941. 
Den första Jeep-prototypen tillverkades av American Bantam.